# No Rules (издавач)
No Rules је српска издавачка кућа основана 2020. године у Београду, као удружење грађана, са циљем да објављује књиге, како истичу уредници, аутора који су испод радара мејнстрима. Удружење уједно и промовише интеркултуралност, мултикултуралност и слично, а један од лепших пројеката на ту тему био је Сви језици Панчева, који је реализован уз подршку Локалне фондације Панчева.
Од 2024. године, уредници ове куће покренули су и мање издаваштво у Уједињеним Арапским Емиратима, под окриљем Sharjah Publishing City, али су тамошња издања искључиво на енглеском језику.
Издања овог издавача доступна су у књижарским ланцима Делфи и Вулкан, делом и у Беополису, Златном руну, Штрику, и другде, а нека од њих врло су запажена од стране жирија престижних награда: књига прича У чекаоницама Драгане В. Тодоресков награђена је наградом Стеван Сремац, роман Пут перцепционера Николе Лекића био је у ужем избору за Виталову награду и изаћи ће у преводу на више језика, Свакидашњи људи Тина Дежелића били су увршћени у топ 5 најбољих путописних књига у региону - према мишљењу жирија награде Јожа Хорват коју додељује Хрватско друштво писаца. Трагови кочења Марка Сталевског била је једна од 5 најпродаванијих књига поезије у култном Беополису целе 2024. године, а била је и у најужем избору за награду Мирослав Антић. Роман Имаш цигару, јаране? Драгана Лазукића изашао је и у сарајевском издању (ИК Buybook) а Радио Сарајево га је прогласило у топ 5 најбољих књига.
Каталог превода ове невелике издавачке куће броји ауторе из целог света, најпре су ту Фернандо Песоа са своје две до сад необјављене књиге (Мој Лисабон и О провинцијализму), Рене Вивијен - контроверзна ауторка спочетка 20. века, женски Оскар Вајлд, са својом књигом прозе Сапфа и друга проза (ново издање у припреми, под именом: Христ, Афродите и господин Пепен), неоткривени енглески класик хумора Фредерик Маријат са два своја дела, преводи поезије аустријског песника и уредника чувеног магазина Манускрипте из Граца, Андреаса Унтервегера, грчког Петроса Стефанеаса, америчког  Џејмса Мецеа, швајцарских аутора Масима Ђеција, Матеа Терцагија, Анемари Шварценбах, белгијске ауторке Женевјев Дама, тајванског аутора Гиа Ћијангшенга , кинеског класика Лу Сјуна, аргентинског нобеловца Х. Л. Борхеса, и других. 
Норулз је први издавач код нас који се бавио заливским писцима, па је објавио три прозне књиге саудијских аутора (у плану је још 6), две књиге оманских аутора, једно дело - антологија емиратске кратке прозе, али и дело Испод пустиње (древни емиратски градови којих више нема) енглеског аутора Дејвида Милара, које је пионир ове теме, и представља водич кроз овај део света исказан у малтене детективским открићима предмета, места, прича испод пешчаних дина. 
У припреми је чак 4 наслова, у преводу са италијанског (преводи: Милена Илић Младеновић), смештених у град Трст, место које је само по себи енклава и заслужује посебну пажњу, па је у складу са концептом уредништва које се занима за рубне територије, флуидне категорије, одмах изабрано као фокус. 
Уредници ове куће боравили су на бројним програмима за издаваче, као гости позивних програма сајмова у Шарџи, Абу Дабију, Риму, Торину, Болоњи, Загребу, Каиру, Истанбулу, онлајн програмима у Сеулу и Дохи, а предстоји путовање на Недељу каталонске књиге у Барселони, по позиву института Рамон Љуљ. Лондон, Франкфурт и Солун такође су неке од сајамских дестинација где су склапали послове, ширећи тиме мисију удружења које је основано најпре као промотер интеркултурне сарадње. 

## Едиције
Актуелна издања су подељена на неколико едиција: На странпутици (недовољно познате или контроверзне књиге), неПРОЗАично (проза), Интимни водичи (записи, путовања, романи и приче с путописним мотивима), Poesis (поезија), ОРИЈЕНТација (књиге у вези с Блиским и Далеким истоком), Енклава (писци који пишу на великим језицима али ван матичних земаља тих језика: нпр. француски у Белгији, италијански у Швајцарској, кинески на Тајвану), scandinaVIA (скандинавски писци, у припреми је 5 књига). Нека од објављених издања:

### На странпутици
- Вивијен, Рене, Сапфа и друга проза, 2020.
- Маријат, Фредерик, Како написати љубавни роман и О писцима и писању, 2023.
- Маријат, Фредерик, Како написати помодни роман и Како написати лажни путопис, 2020.
- Мијушковић, Лепосава, Приче о души, 2021. (прва српска лезбејска проза)
- Миленковић, Таса, Поноћ или Грозно убиство на Дорћолу, 2023. (први српски крими-роман)
- Тодоресков, Драгана, У чекаоницама – Историја женских менталних поремећаја, 2023.

### неПРОЗАично
- Бараковић, Ненад, Беспарачке приче, 2020.
- Бараковић, Ненад, Лузерград уживо, 2023.
- Гадомски, Хана, Матерњи језик, 2020.
- Галић, Марко, Fuga idearum, 2020.
- Јевтић, Душан, Кула Страхиња, 2021.
- Лекић, Никола, Пут перцепционера, 2024.
- Milenković Panić, Nenad, Belgrade Bus Tales, 2024. (енглески превод књиге Под точком, ГСП записи).
- Павловић, Душан, Одрастање, 2023.
- Палигорић Синкевић, Јелена, Дечаци неће носити оружје, 2023.
- Перишић, Милош, Опатија светог Вартоломеја, 2025.
- Петровић, Милош, Четврт, 2024.
- Радић, Никола, Низ пукотина, 2022.

### ОРИЈЕНТација
- Гуо Ћијангшенг, Клавирштимер, 2024.
- Лу Сјун, О класном у књижевности, у штампи.
- Хабиб, Мазин, Закони губитка, 2024. у штампи
- Сви смо ми сидра, сви смо ми шум таласа (антологија емиратске кратке прозе), 2024.

### Интимни водичи
- Дежелић, Тино, Свакидашњи људи, 2024.
- Милар, Дејвид, Испод пустиње – древни емиратски градови којих више нема, 2024.
- Песоа, Фернандо, Мој Лисабон, 2020.
- Песоа, Фернандо, О провинцијализму, 2021.

### Poesis
- Познановић, Мина, Клацкалица, 2022.
- Сталевски, Марко, Трагови кочења, 2023.
- Стефанеас, Петрос, Афродита у плавом, 2021.
- Цубота, Шимон, Осам секунди дворишта, 2020.